# Stazione di Wapping
La stazione di Wapping è una stazione ferroviaria ubicata nel quartiere omonimo, nel borgo londinese di Tower Hamlets, posta lungo la East London Line.

## Storia
La stazione fu inaugurata come capolinea nord della East London Railways il 7 dicembre 1869 e fu ribattezzata Wapping il 10 aprile 1876, quando la linea venne estesa in direzione nord verso Liverpool Street. I primi treni vennero forniti dalla London, Brighton and South Coast Railway.
La stazione è stata ampiamente ristrutturata tra il 1995 e il 1998, quando tutta la vecchia East London Line - inclusa la stazione Wapping - è stata chiusa a causa di lavori di riparazione sulla East London Line nel tratto del tunnel.
La linea East London è stata chiusa il 22 dicembre 2007, e non ha riaperto fino al 27 aprile 2010, quando è entrata a far parte del nuovo sistema di London Overground.
Mentre la stazione ferroviaria è stata chiusa, in sostituzione la linea di pullman ELW ha collegato Wapping a Whitechapel via Shadwell. Gli autobus non hanno però potuto attraversare il fiume in direzione Sud (verso New Cross e New Cross Gate) a causa di vincoli di sagoma di carico nel tunnel di Rotherhithe.
La proposta di estendere la East London Line ha inizialmente sollevato preoccupazioni che la stazione avrebbe potuto in futuro essere chiusa definitivamente a causa della insufficiente lunghezza delle proprie piattaforme, adatte ad ospitare convogli composti al massimo da quattro vetture. Tuttavia, il 16 agosto 2004 l'allora sindaco di Londra Ken Livingstone ha annunciato che la stazione sarebbe rimasta aperta.
È stata ufficialmente riaperta ai passeggeri il 27 aprile 2010 per i servizi limitati a New Cross e New Cross Gate e il 23 maggio 2010 il servizio di treni da e per New Cross Gate è stato esteso a West Croydon e Crystal Palace.

## Struttura e impianti
La stazione occupa l'estremità settentrionale della galleria sotto il Tamigi, costruita da Marc Isambard Brunel tra il 1825 e il 1843, come tunnel pedonale, e successivamente adattata per il traffico ferroviario. Si accede alla stazione tramite ascensore o da una rampa di scale costruite in uno dei pozzi di accesso originale al tunnel sotto il Tamigi.
L'edificio della stazione corrente a Wapping è stato demolito prima della sua ricostruzione.

## Movimento
La stazione è servita dalla linea East London della London Overground, erogato da Arriva Rail London per conto di Transport for London.

## Interscambi
Nelle vicinanze della stazione effettuano fermata alcune linee automobilistiche, gestite da London Buses.
- Fermata autobus